# Partit Democràtic de Somàlia Occidental
El Partit Democràtic de Somàlia Occidental (Western Somali Democratic Party WSDP, conegut també com a Somali Galbed) és un partit polític d'Etiòpia d'àmbit regional i ètnic somali.
Després de 1984 el Front d'Alliberament de Somàlia Occidental (WSLF) va patir una escissió de la qual va sorgir el Front Nacional d'Alliberament de l'Ogaden (ONLF); el 1988 el WSLF va haver de deixar la lluita i es van produir trencaments: un grup va formar el Partit Democràtic de Somàlia Occidental, mentre un altre es va unir a una escissió del ONLF per formar el Front Unit dels Somalis Occidentals, que no va tenir gaire activitat; encara es van formar altres grups menors; el Front d'Alliberament de Somàlia Occidental es va reconstituir i va fer aliança amb el ONLF, mentre el WSDP restava a l'oposició.
El 1994 el WSDP es va declarar favorable a l'autodeterminació junt amb una part del ONLF. Aquest partit es va dividir i una part, unida a altres partits, va formar la Lliga Democràtica Somali Etiòpica (ESDL). El dia 28 de gener de 1995 es va fer el congrés fundacional de la Regió Somali abans Regió 5, però el ONLF i el WSDP no hi van assistir. El 30 d'abril de 1994 a la reunió del consell executiu de la Regió 5, els membres del consell van destituir al president del consell, Hassan Jire Kalinle i al vicepresident Ahmed Ali; la minoria va aprofitar un moment en què només 14 membres de la majoria del consell (l'ONLF i el WSLF, el seu aliat, tenien 60 escons de 107 al Consell) estaven presents; la majoria va denunciar l'acte com antidemocràtic. Però l'ESDL era ara més popular que l'ONLF a causa del fet que la població preferia la pau i el desenvolupament i optava per aconseguir els objectius per mitjans democràtics. L'ONLF sota Hassan Jire Kalinle, el WSDP i el WSLF van fer aliança.
A les eleccions del 1995 l'ESDL dirigida pel ministre de Transports Abdul Mejid Hussein (Issa Habar Awal) va aconseguir 76 escons de 139 al Consell Regional (i 15 escons dels 23 de la regió a la Cambra Popular de Representants (federal) i els dos escons de la ciutat autònoma de Dire Dawa, mentre que el WSDP va aconseguir 15 escons i 1 al parlament federal; encara que l'ESDL tenia poc suport a l'Ogaden en canvi era considerable el que tenia entre els clans del nord, els issaq, els dir (isses, gadabursi, gurgura) i entre els no ogadenis darod (bartire, yabare, mejertein, dhulbahante); també alguns clans hawiye del sud (garre, digoodiya) li donaven suport; el WSDP en canvi tenia el seu suport principal a la regió de Jijiga, Kebri Dahar i Warder i entre els ogadenis. El ONLF va iniciar la lluita armada i el WSDP li va donar suport però el 1998 una part del ONLF es va aliar a l'ESDL per formar el Partit Popular Democràtic Somali i el WSDP (que havia absorbit a una part del WSLF) i altres partits van donar suport a la nova organització mantenint-se però com organització separada.
A les eleccions regionals del 31 d'agost de 2000 es va presentar una coalició entre el Somali Peoples Democratic Party (SPDP), el Western Somali Democratic Party (WSDP) i la Alliance of Somali Democratic Forces (ASDF) o Somali Democratic Forces Coalition (SDFC), que van copar tots els escons (148 el SPDP, 3 el WSDP i 3 l'ASDF). A més van aconseguir 19 dels 23 escons al parlament federal (4 van anar a independents).
Porc dies abans de les eleccions regionals de l'agost del 2005, el Western Somalia Democratic party, la Coalition of Somali Democratic Forces i el Dall-Wabi People’s Democratic Movement van anunciar el boicot per certes irregularitats en el registre de votants, però alguns candidats del WSDP van participar; el SPDP va aconseguir 161 escons (de 182), el WSDP en va aconseguir 1, 11 foren independents, i 9 no van declarar afiliació. El 2007 una facció del partit es va integrar al ONLF
La resta del WSDP sota el president Hirsi Dool Hirsi, tot i ser considerat un partit d'oposició (moderat i ogadeni) es decantava per l'estabilitat política i els mètodes democràtics; així el 2010 va afavorir la unió al SPDP d'una facció de l'ONLF dirigida per Salahddin Maow i va instar a la facció que mantenia la lluita armada a fer el mateix. A les eleccions del 2010 no hi va participar i va donar suport al SPDP que va aconseguir tots els escons (186)